# Wilhelm Kienzl

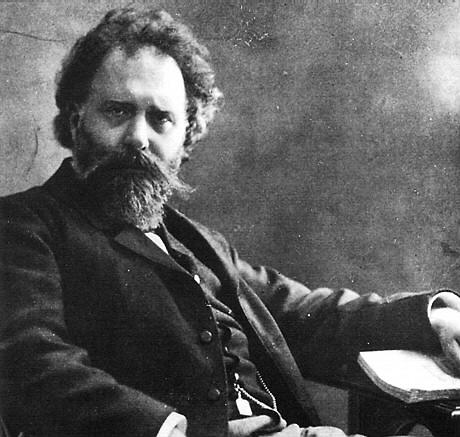
Wilhelm Kienzl

Wilhelm Kienzl (* 17. Januar 1857 in Waizenkirchen, Oberösterreich; † 3. Oktober 1941 in Wien) war ein österreichischer Komponist.

## Leben

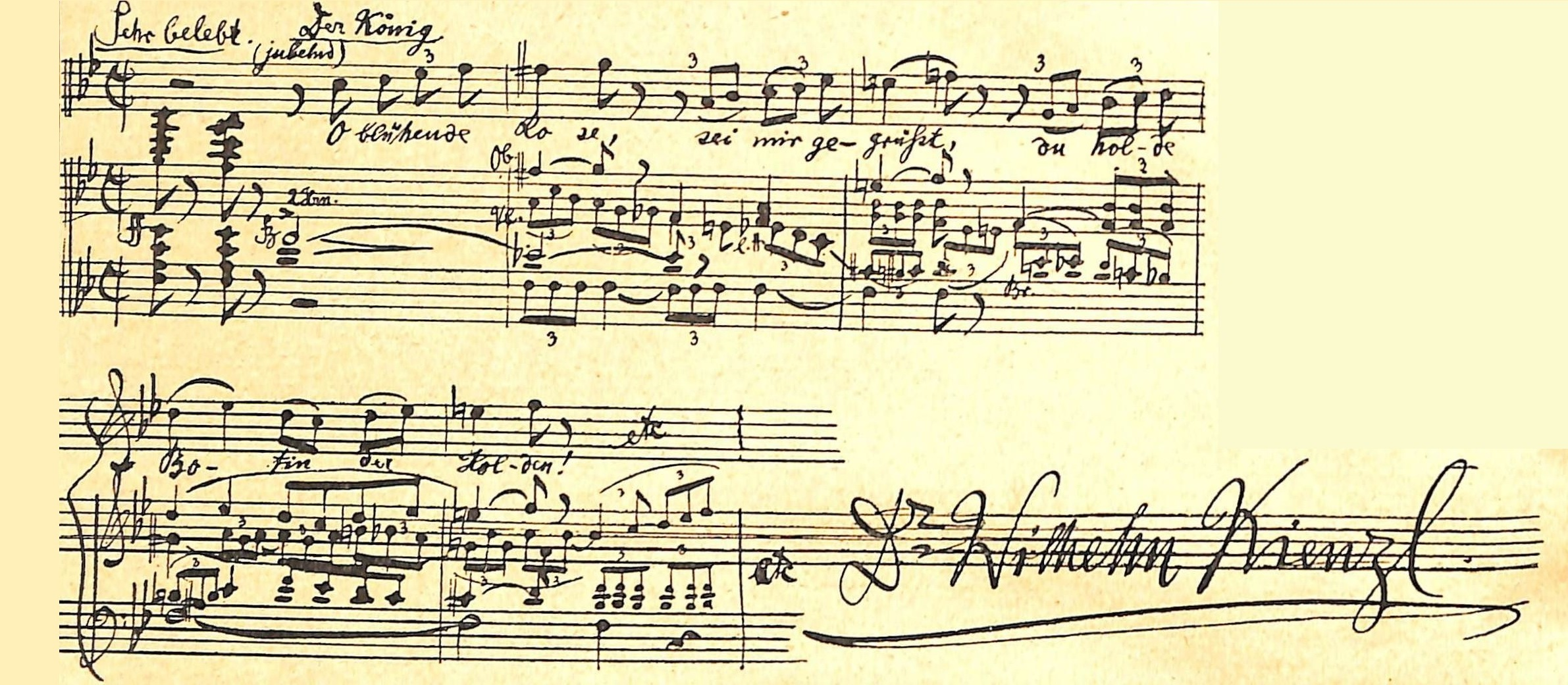
Unterschrift und Notenbeispiel

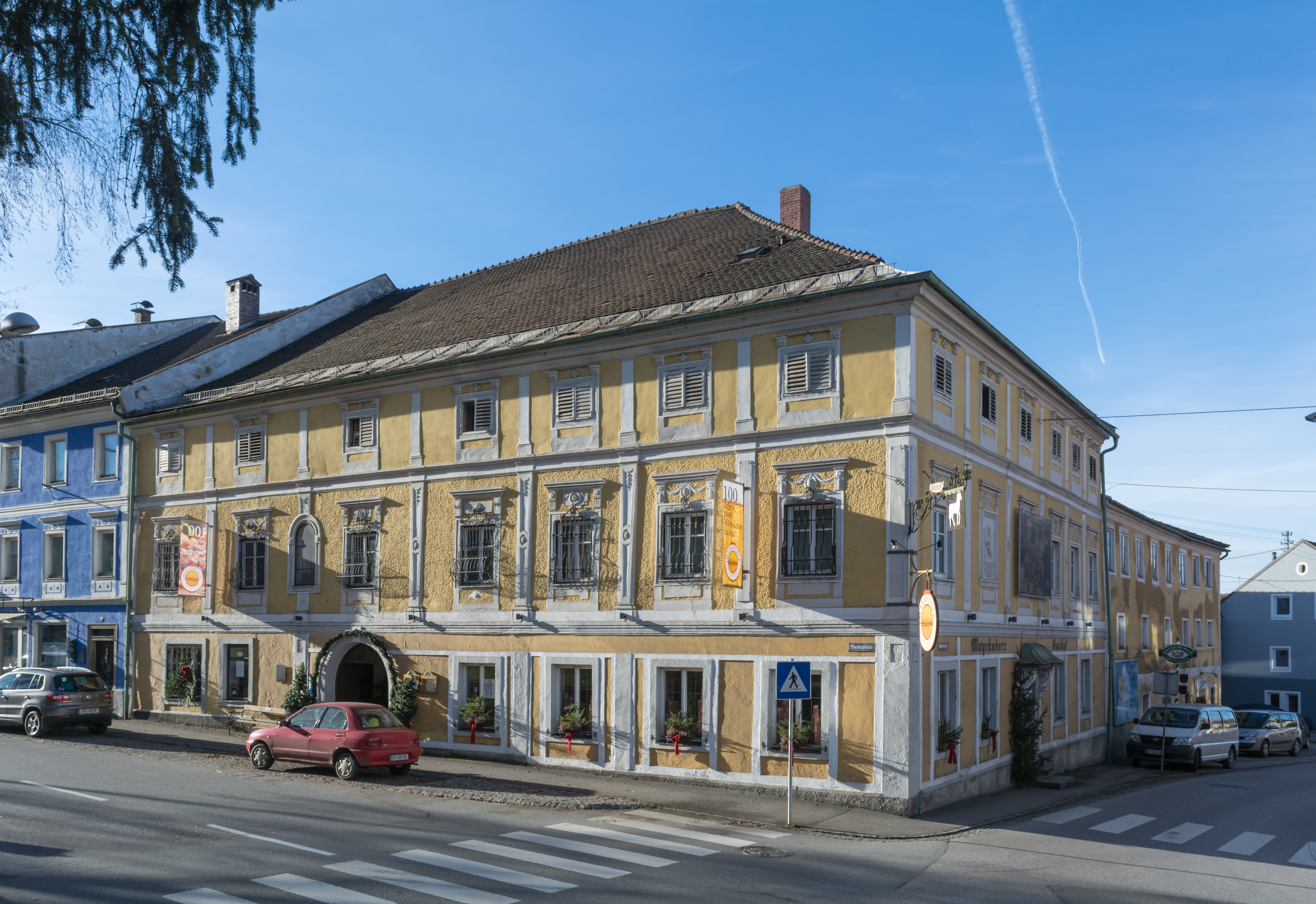
Geburtshaus in Waizenkirchen

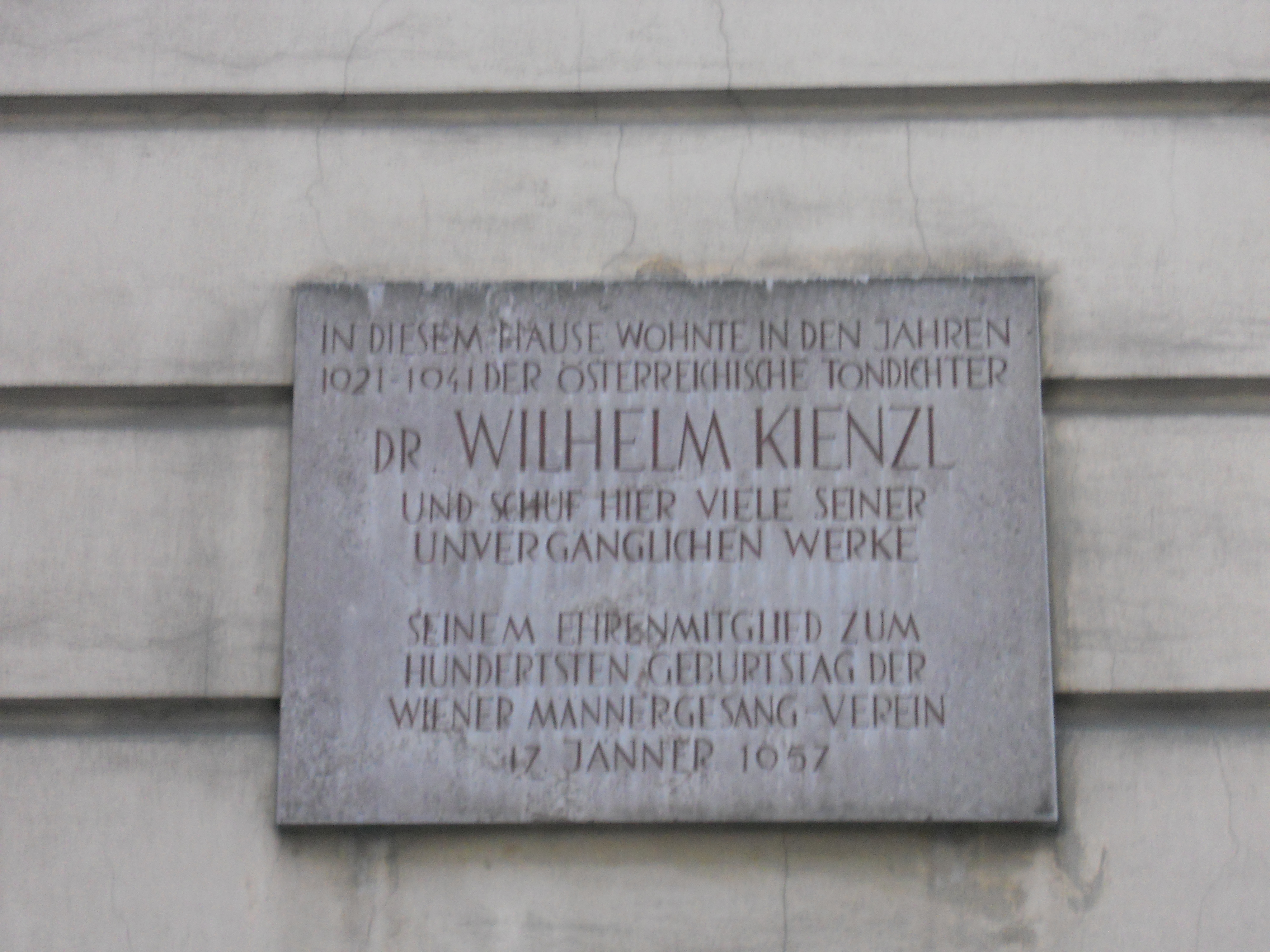
Gedenktafel an seinem Wohnhaus in Wien, Schreygasse 6

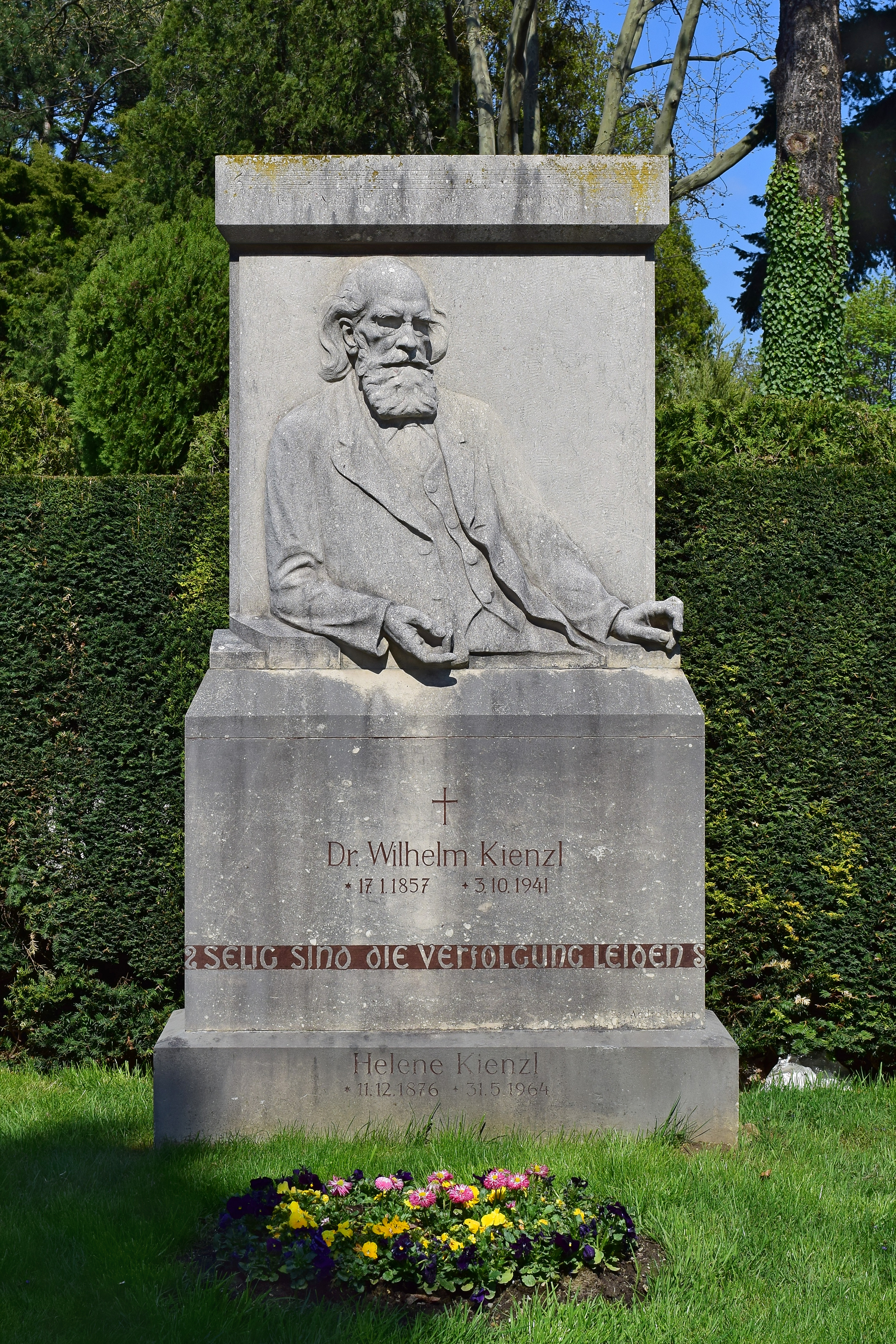
Andre Roder: Ehrengrab auf dem Wiener Zentralfriedhof

Wilhelm Kienzl war Sohn des Rechtsanwalts und späteren Grazer Bürgermeisters Wilhelm Kienzl und dessen Frau Anna geb. Kafka. Die Familie zog im Jahr 1860 nach Graz und Wilhelm erhielt dort Violinunterricht bei Ignaz Uhl sowie Klavierunterricht bei Johann Buwa und ab 1872 bei dem Chopin-Schüler Louis Stanislaus Mortier de Fontaine.
Ab 1874 studierte er in Wien Komposition bei W. A. Rémy, Musikästhetik bei Eduard Hanslick und Musikgeschichte bei Friedrich von Hausegger. Sein Studium setzte er 1876 in Prag bei Josef Krejčí fort, dann 1877 in Leipzig und kurz bei Franz Liszt in Weimar. In diesen Jahren begannen auch seine Besuche der Bayreuther Festspiele, und er blieb sein Leben lang ein Bewunderer der Musik Richard Wagners. So gründete Kienzl 1873 gemeinsam mit Dr. Friedrich von Hausegger und Friedrich Hofmann den „Grazer Richard-Wagner-Verein“ (heute: „Österreichische Richard-Wagner-Gesellschaft, Sitz Graz“).
Nach seiner Promotion bei Eduard Hanslick im Jahr 1879 reiste er als Pianist und Dirigent durch ganz Europa. 1883 wurde er Direktor der Deutschen Oper in Amsterdam, kehrte aber bald nach Graz zurück, wo er 1886 die Leitung des Steiermärkischen Musikvereins und Aufgaben am Konservatorium übernahm. Im selben Jahr heiratete er die Sängerin Pauline Hoke (* 13. Februar 1859 Linz; † 3. November 1919 Bad Aussee/St), die er in Bayreuth kennen gelernt hatte. Für die Spielzeit 1890–91 war er von Bernhard Pollini als Kapellmeister am Stadt-Theater in Hamburg verpflichtet, aber bereits im Januar 1891 wurde er entlassen, weil die Kritiken über ihn sehr schlecht waren (sein Nachfolger war Gustav Mahler), und bald darauf auch in München. 1894 schrieb er seine dritte und berühmteste Oper Der Evangelimann, deren Erfolg er mit Don Quixote (1897) nicht wiederholen konnte. Lediglich Der Kuhreigen – uraufgeführt am 23. November 1911 in der Wiener Volksoper – wurde vergleichsweise häufig nachgespielt.
Im Jahr 1917 zog Kienzl nach Wien. Zwei Jahre später verstarb seine Frau Pauline in Bad Aussee und wurde auf dem dortigen Ortsfriedhof beigesetzt. Er heiratete 1921 Henny Bauer, die Librettistin seiner drei letzten Opern.
1920 komponierte er die Melodie zu einem von Karl Renner geschriebenen Gedicht Deutschösterreich, du herrliches Land, welches bis 1929 als inoffizielle Nationalhymne der Ersten Österreichischen Republik galt. Seine Selbstbiografie Meine Lebenswanderung veröffentlichte er 1926 in Stuttgart.
Unter dem Eindruck der modernen Musikströmungen schrieb er ab 1926 keine großen Werke mehr und gab 1936 das Komponieren aus Krankheitsgründen ganz auf. Im Jahr 1937 erhielt er den Ehrenring der Stadt Wien.
Im Jahr 1932, als Kienzl seinen 75. Geburtstag beging, erschien in der Vossischen Zeitung eine Hommage für ihn, in welcher insbesondere sein Evangelimann gerühmt wurde. Auch viele andere Werke wurden hervorgehoben.
Neben Engelbert Humperdinck und Siegfried Wagner, den Komponisten von Märchenopern, ist Wilhelm Kienzl der wichtigste Opernschöpfer der romantischen Wagner-Nachfolge. Zwar enthält der Evangelimann, bekannt durch die Arie Selig sind, die Verfolgung leiden, schon Elemente des aufkommenden Verismus, doch liegen Kienzls Stärken eher in volkstümlichen Szenen. In den letzten Jahren findet auch sein umfangreiches Liedschaffen wieder Beachtung.
Er ruht in einem Ehrengrab auf dem Wiener Zentralfriedhof (Gruppe 32 C, Nummer 20). Nach ihm benannt sind u. a. der Wilhelm-Kienzl-Park in Wien-Leopoldstadt, die Wilhelm Kienzl Gassen in Graz, Seiersberg und Leibnitz, die Dr. Wilhelm-Kienzl-Straße in Vöcklabruck. Wilhelm Kienzl Museen befinden sich in Paudorf und im Kienzl-Geburtshaus in Waizenkirchen. Die österreichische Post hat anlässlich seines 10. Todestages (1951) und seines 150. Geburtstages (2007) Sonderbriefmarken aufgelegt.
Wilhelm Kienzl war Mitglied des Akademischen Gesangsvereins Graz (heute Akademischen Sängerschaft „Gothia“ zu Graz).

## Werke
Opern:
- Urvasi op. 20 (1884; UA 1886)[9]
- Heilmar der Narr op. 40 (1891; UA 1892)
- Der Evangelimann op. 45 (1894; UA 1895)
- Don Quixote op. 50 (1897; UA 1898)
- In Knecht Ruprechts Werkstatt. Weihnachtsmärchen op. 75 (1907)
- Der Kuhreigen op. 85 (1911)
- Das Testament op. 90 (1916)
- Hassan der Schwärmer op. 100 (1921; UA 1925)
- Sanctissimum. Melodramatische Allegorie op. 102 (1922: UA 1925)
- Hans Kipfel. Singspiel op. 110 (1926)

Melodramen:
- Die Brautfahrt op. 9
- 2 Melodramen op. 97
- Die Jungfrau und die Nonne op. 98
- Eine Marienballade von François Villon op. 119

Orchesterwerke:
- Abendstimmungen für Streichorchester und Harfe op. 53 (ursprünglich für Klavier 4hd.)
- Symphonische Variationen über das Straßburglied aus der Oper Der Kuhreigen op. 109a (Klavierfassung als op. 109b)

Kammermusik:
- 3 Phantasiestücke für Violine und Klavier op. 7
- Klaviertrio f-Moll op. 13
- Streichquartett Nr. 1 b-Moll op. 22
- Streichquartett Nr. 2 c-Moll op. 99
- Streichquartett Nr. 3 E-Dur op. 113
- Waldstimmungen für 4 Hörner op. 108

Klavierwerke:
- Skizzen op. 3
- Kahnszene op. 5
- Bunte Tänze op. 10
- Aus alten Märchen op. 12
- Aus meinem Tagebuch op. 15
- 30 Tanzweisen op. 21 (1881)
- Scherzo a-Moll op. 29
- Kinderliebe und -leben op. 30
- Romantische Blätter op. 34
- Tanzbilder op. 41
- Daheim! op. 43
- Dichterreise op. 46
- Carneval op. 51
- Bilder aus dem Volksleben op. 52
- Neue Klavierstücke op. 62
- O schöne Jugendtage! op. 80
- 20 Stücke in Ländlerform op. 95

Lieder:
- 2 Lieder op. 1
- 4 Lieder op. 2
- 2 Gedichte (A. Grün) op. 4
- 9 Lieder im Volkston op. 6
- 8 Lieder der Liebe op. 8 (1877)
- Liebesfrühling. Zyklus (F. Rückert) op. 11
- Süßes Verzichten. Zyklus op. 16
- Geliebt-Vergessen. Zyklus op. 18
- 3 Albumblätter op. 24
- 3 Lieder op. 25
- Abschied op. 27
- Kuriose Geschichte op. 28
- 3 Volkslieder op. 31
- 3 Lieder op. 32
- Frühlingslieder op. 33
- 2 Lieder aus Osten op. 35
- je 2 Lieder op. 37, op. 38, op. 39, op. 42
- 4 Lieder op. 44 (1894)
- 4 japanische Lieder op. 47
- Bonapartes Heimkehr op. 48 (1896)
- Waldmeister op. 49
- 6 Lieder op. 55
- Verwelkte Rosen op. 56
- 4 volkstümliche Gesänge op. 57
- 4 Lieder op. 61
- Pamphilische Hirtenlieder, 3 Lieder, op. 66
- 3 Lieder op. 69a
- Moderne Lyrik op. 71
- Aus Onkels Liedermappe op. 73 (1906)
- Weihnacht op. 74
- 5 Lieder op. 81
- 5 Lieder op. 82
- Ein Weihnachtslied op. 83
- 3 Duette op. 84
- Nachsommerblüten op. 87
- Das Lied vom Weltkrieg op. 91
- 7 Lieder op. 94
- Aus des Volkes Wunderhorn op. 96 (1919)
- 7 Lieder op. 106 (1926)
- 6 Lieder vom Glück op. 111
- 6 Lieder op. 114 (1930)
- 7 Lieder op. 120
- 3 Lieder op. 121
- 4 Lieder op. 123

Chorwerke:
- 2 Lieder op. 14
- 3 Stücke für Männerchor op. 17
- 3 Lieder für Frauenchor op. 19
- 5 Tanzweisen für Frauenchor op. 21b
- Landsknechtlied für Männerchor und Orchester op. 23
- Zur Trauung op. 26
- 3 Lieder für Männerchor op. 36
- 3 Stücke für Männerchor op. 54
- Fünf volkstümliche Lieder für Frauenchor op. 58
- 6 volkstümliche Lieder op. 59
- 6 volkstümliche Männerchöre op. 60
- 5 Lieder für Frauenstimmen und Harfe oder Klavier op. 63
- Wach‘ auf, mein Volk! für Männerchor und Orchester op. 64
- Das Volkslied für Männerchor op. 65
- Fasching für Tenor, Bariton, Bass, Männerchor und Orchester op. 67
- 4 Lieder für Männerchor op. 68
- 6 Lieder für Männerchor op. 72
- 8 Lieder für Frauenchor op. 76
- 3 Stücke für Männerchor op. 78
- 2 Geschichtsbilder für Männerchor und Orchester op. 79
- Deutsche Ritterlieder für Männerchor und Orchester op. 86
- Das Lied vom Kaiser Arnulf für Männerchor und Orchester op. 88
- 3 Stücke für Männerchor op. 89
- Im Schlachtendonner für Männerchor op. 92
- Ostara für Männerchor und Orchester op. 93
- Deutsch-Österreich. Nationalhymne op. 101 (1918)
- 5 Stücke für Männerchor op. 103
- Arbeiterlied für Männerchor op. 104
- 4 Lieder für Männerchor op. 105
- 2 Stücke für Männerchor op. 107
- 5 Lieder für Männerchor op. 112
- Spar-Hymne für gemischten Chor und Orchester op. 115
- Chor der Toten für gemischten Chor und Orchester op. 118